# Voo Eastern Air Lines 980
O Voo Eastern Air Lines 980 foi um voo internacional regular de Assunção, Paraguai, para Miami, Flórida, Estados Unidos, com escala em La Paz, Bolívia, e Guayaquil, Equador. Em 1 de janeiro de 1985, enquanto descia para pouso em a La Paz, Bolívia, para uma escala programada, o jato Boeing 727 atingiu a Montanha Illimani a uma altitude aproximada de 19.600 pés (6.000 metros), matando todas as 29 pessoas a bordo.
Os destroços se espalharam por uma grande área de uma geleira coberta de neve. Ao longo de décadas, várias expedições de busca foram capazes de recuperar apenas uma pequena quantidade de destroços e as buscas pelos gravadores de voo não tiveram sucesso. O acidente continua sendo a mais alta colisão com o solo em voo controlado  na história da aviação comercial.

## O acidente
O voo 980 partiu de Assunção às 17:57 em 1º de janeiro de 1985. A bordo estavam 19 passageiros e 10 tripulantes.
Os 19 passageiros eram do Paraguai, Coreia do Sul e Estados Unidos. Entre os passageiros estava a esposa do Embaixador dos Estados Unidos no Paraguai e dois pilotos da Eastern Air Lines voando como passageiros.
Às 19:37, o piloto disse aos controladores em La Paz que estimava o pouso às 19:47. A tripulação foi autorizada a descer de 25.000 pés para 18.000 pés. Em algum ponto após essa autorização, a aeronave desviou significativamente do curso por razões desconhecidas, possivelmente para evitar mau tempo. O acidente ocorreu a 25 milhas da pista 9R do aeroporto de El Alto.

## Investigação no local
Em outubro de 1985, o National Transportation Safety Board (NTSB) dos Estados Unidos selecionou Greg Feith, um investigador de acidentes aeronáuticos, para liderar uma equipe de investigadores dos EUA e guias de montanha bolivianos para realizar um exame no local dos destroços do voo 980, que haviam chegado a cerca de 6.126 metros (20.098 pés). Feith conduziu a investigação no local com o objetivo de encontrar o gravador de dados de voo (FDR) e o gravador de voz da cabine  (CVR), bem como recuperar outras informações críticas. No entanto, como os destroços ficaram espalhados por uma vasta área e cobertos por uma camada de 6 a 9 metros de neve, seus companheiros de equipe e ele não conseguiram localizar nenhuma das "caixas-pretas". Ele recuperou várias pequenas partes da cabine da aeronave, papéis relacionados ao voo e alguns itens da cabine de passageiros.

## Descoberta de destroços
Com o passar dos anos, os destroços se moveram junto com a geleira e finalmente emergiram o suficiente para que alpinistas pudessem descobrir mais destroços em 2006. Nenhum corpo foi encontrado, embora vários objetos pessoais dos passageiros tenham sido recuperados. Os alpinistas locais acreditavam que era apenas uma questão de tempo até que os corpos, o gravador de dados de voo e o gravador de voz da cabine emergissem do gelo.
Em 4 de junho de 2016, após um dos anos mais quentes já registrados na área, restos humanos e um fragmento de destroços com o rótulo "CKPT VO RCDR" foram recuperados por uma equipe de cinco pessoas nas montanhas dos Andes . Dan Futrell e Isaac Stoner da Operação Thonapa recuperaram seis grandes segmentos de metal laranja e vários pedaços de fita magnética danificados.
Em 4 de janeiro de 2017, Futrell e Stoner - que se inspirou para realizar a pesquisa do voo 980 ao ler o artigo da Wikipedia "Lista de gravadores de voo nunca recuperados" - reuniu-se com o investigador do NTSB, Bill English, para entregar oficialmente os componentes recuperados, após a aprovação em dezembro de 2016 da Direção-Geral de Aviação Civil da Bolívia para que o NTSB proseguisse com a tentativa de análise dos dados recuperados.
Em 7 de fevereiro de 2017, o NTSB divulgou um comunicado informando que o que havia sido encontrado era o "suporte do gravador de voz da cabine" e o "conjunto de contêiner pressurizado do gravador de dados de voo", sendo que ambos são peças externas dos gravadores de voo que circundam os mecanismos de gravação de dados em qualquer um dos dispositivos, mas eles próprios não armazenam dados. O carretel promissor acabou sendo uma fita de vídeo U-Matic, de ¾ polegadas, que "quando analisada, continha uma gravação de 18 minutos do episódio Trial by Treehouse, de 1966, da série de televisão I Spy, dublado em espanhol".